# 抱きしめたい (Base Ball Bearの曲)
「抱きしめたい」（だきしめたい）は、Base Ball Bearの3枚目のシングル。

## 解説
- 前作「STAND BY ME」から約6か月ぶりのリリースとなる2007年第1弾シングル。
- オリコンチャートの2007年4月16日付週間CDアルバムランキングでは、4,736枚を売り上げ26位にランクインした[1]。
- 本シングルよりアレンジャー兼プロデューサーとして玉井健二が携わる。

## 収録曲
- 全作詞・作曲：小出祐介、編曲：Base Ball Bear・玉井健二

1. 抱きしめたい
  - テレビ東京系『JAPAN COUNTDOWN』2007年4月度オープニングテーマ
  - tvk他「saku saku」2007年4月度エンディングテーマ
  - PV監督は深津昌和。
  - 2ndアルバム『十七歳』、ベストアルバム『バンドBのベスト』・『増補改訂完全版「バンドBのベスト」』収録
2. 彼氏彼女の関係（新しい関係 ver.）
  - インディーズ時代のアルバム『HIGH COLOR TIMES』に収録された楽曲の別バージョン。